# ホンダ・シビックカントリー
シビックカントリー（CIVIC COUNTRY）は、本田技研工業がかつて生産、販売していたステーションワゴン型の小型乗用車である。

## 概要
本田技研工業が初めて販売したステーションワゴンで、シビックバンと車体を共用し、1980年1月22日に発表された。2代目シビック（通称スーパーシビック）の派生車種であり、テールゲートとボディサイドに木目調パネル（ボディサイドはオプション）、ステーを延長して大型化した専用のリア・バンパーを装備していた。
北米仕様は「シビックワゴン」として発売し、1980年の米国インポート・カー・オブ・ザ・イヤー（米・モータートレンド誌）第1位を受賞した。

## 初代 WD型（1980 - 1983年）
- 1980年1月22日 - 発表された（発売は、翌1月23日）。装備仕様によるグレード分けはなかったが、発売記念として1,500台に木目調サイドパネルが標準装備された。（以後はオプション）
- 1980年 7月31日 - エンジンがCVCC-IIに、ホンダマチックがO.D.付きにそれぞれ変更された。
- 1981年10月 - 角型ヘッドライトの採用やグリル及びバンパーの意匠が変更された。
- 1983年 - シビックのモデルチェンジに伴いモデル廃止。後継車はシビックシャトル。